# Кролевецька протопопія
Кролеве́цька протопо́пія — одиниця церковно-адміністративного устрою Київської (до 1785 року) та Новгород-Сіверської (1785–1797) єпархій з центром у місті Кролевець, що існувала з початку XVIII століття до 1797 року, коли увійшла до складу Глухівського благочинного округу.

## Історія

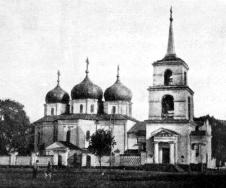
Собор Різдва Пресвятої Богородиці в Кролевці — найбільший храм Кролевецької протопопії

Відомості про церковно-адміністративний устрій Гетьманщини до середини XVIII століття дуже скупі, у зв'язку з чим надійної інформації про час створення Кролевецької протопопії немає. Імовірно, до XVIII століття церковні парафії Кролевецької сотні підпорядковувалися Глухівській протопопії. Перші згадки про існування Кролевецької протопопії відносяться до другого десятиліття XVIII століття. Попервах вона була об'єднана з Воронізькою протопопією, тому інколи називалася Кролевецько-Воронізькою або Воронізькою. Остаточне переміщення центру протопопії в Кролевець відбулося протягом 1730-х років, вочевидь, завдяки активним зусиллям священика Покровської церкви м. Кролевця Федора Ничипоровича Калиновського, який походив зі знатного роду, завдяки чому отримав добру освіту та мав родинні зв'язки у середовищі козацької старшини та церковної ієрархії. Саме Федір Калиновський (нар. близько 1693 року) був призначений протопопом Кролевецької протопопії і очолював її близько сорока років до своєї смерті в другій половині 1770-х років.
Протягом 1740–1760-х років у м. Кролевець розгорівся конфлікт між кролевецьким протопопом Федором Калиновським і кролевецьким сотником Григорієм Огієвським. Цей довгочасний конфлікт мав два важливих виміри: як конфлікт між духовною та світською владою і як конфлікт між двома найбільшими місцевими поміщиками. Федір Калиновський звинуватив кролевецького сотника в незаконному присвоєнні свого майна, коли він сам перебував у Глухові в складі комісії з укладення «Прав, за якими судиться малоросійський народ». У відповідь Григорій Огієвський інспірував заведення справи на Калиновського за звинуваченням у здирництві. Конфлікт вилився у численні скарги до вищих органів церковної та світської влади, а також у взаємні напади та образи, що негативно позначилося на економічному, політичному та культурному житті Кролевеччини.
Впродовж 1741–1749 років у м. Кролевець було зведено першу кам'яну монументальну церковну споруду Кролевецької протопопії – собор Різдва Богородиці. Між 1763 і 1778-м роками кількість парафій у складі протопопії зросла з 20 до 26 за рахунок відкриття нових церков (Варваринська церква в м. Кролевець) та переведення парафій з відання інших протопопій.
У зв’язку з реформою територіально-адміністративного та церковно-адміністративного устрою за указом Синоду від 31 березня 1785 року Кролевецьку протопопію переведено з підпорядкування Київській єпархії до складу новоствореної Новгород-Сіверської єпархії, а її територію істотно збільшено у відповідності з межами Кролевецького повіту.
Історія Кролевецької протопопії закінчується в 1797 році разом із історією Кролевецького повіту Новгород-Сіверського намісництва, який було ліквідовано в ході створення Малоросійської губернії, його територію приєднано до складу Глухівського повіту, а м. Кролевець надано статус посаду.

## Територія
Після розділення з Воронізькою протопопією, яке відбулося в 1730–1740-ві роки, Кролевецька протопопія охоплювала парафії, розташовані на території Воронізької, Коропської, Кролевецької та Ямпільської сотень Ніжинського полку, а також Новгород-Сіверської сотні Стародубського полку.
У 1763 році в складі Кролевецької протопопії налічувалося 20 парафій, зокрема на території:
- Кролевецької сотні (9 парафій): в м. Кролевець (4 парафії), с. Подолів, с. Грузьке, с. Алтинівка, с. Андріївка, с. Ревутинці;
- Новгород-Сіверської сотні (6 парафій): с. Очкине, с. Кренидівка, с. Мехедівка, с. Зноба, с. Кривоносівка, с. Журавка;
- Коропської сотні (2 парафії): с. Обтове, с. Райгородок;
- Воронізької сотні (1 парафія): с. Лучники;
- Глухівської сотні (1 парафія): с. Землянка;
- Ямпільської сотні (1 парафія): с. Улич[4].

Наступного, 1764 року додалася новостворена Варваринська парафія в м. Кролевець.
Станом на 1778 рік у протопопії налічувалося вже 26 парафій. Крім вищеперелічених, виділилася ще одна парафія у с. Алтинівка, а також додалися населені пункти на території:
- Глухівської сотні (4 парафії): с. Спаське (3 парафії), с. Божок
- Новгород-Сіверської сотні (1 парафія): с. Хильчичі[5].

У зв’язку з реформою територіально-адміністративного устрою та створенням Новгород-Сіверського намісництва, в 1785  році Кролевецьку протопопію було розширено до меж новоствореного Кролевецького повіту. В результаті цього станом на 1793 рік у її складі перебувало вже 53 парафії.

## Очільники
Справами протопопії керував кролевецький протопіп. Ближче до кінця XVIII століття паралельно з терміном «протопіп» дедалі частіше вживалися альтернативні терміни «намісник» або «протоієрей», які використовувалися тільки щодо очільника протопопії на відміну від решти священиків. На цю посаду зазвичай призначався священик однієї з церков м. Кролевець. Із історичних документів відомі імена таких кролевецьких протопопів:
- 1715 рік - Дем'ян (Доментіан) Маковський (протопіп Кролевецький і Воронізький)[7]
- 1718 рік – Гаврило Руновський (протопіп Кролевецький і Воронізький)
- середина 1730-х – середина 1770-х років – Федір Ничипорович Калиновський, священик Покровської церкви м. Кролевця
- середина 1770-х років - Власій Миславський, священик Варваринської церкви м. Кролевець
- кінець 1770-х – середина 1780-х років – Іван Остапович Антонський (Антонович), священик Варваринської церкви м. Кролевець
- середина 1780-х – 1797 рік – Степан Олексійович Федорович (Федоровський), священик Миколаївської церкви м. Кролевець

Усі очільники Кролевецької протопопії походили з місцевої еліти (часто шляхетського походження), яка мала розгалужені родинні зв'язки як у адміністративному апараті Гетьманщини, так і в церковній ієрархії.

## Структура
Керівним органом Кролевецької протопопії було Кролевецьке духовне правління, яке очолював кролевецький протопіп.

## Архівні документи
Документи з історії Кролевецької протопопії, зокрема, господарського, демографічно-облікового, організаційного та особового характеру, зберігаються в фондах архівів м. Києва (ЦДІАК України, ІР НБУВ), Сум (ДАСО) та Чернігова (ДАЧО).